# Maria Lisa Huber
Maria Lisa Huber (* 4. Mai 1993 in Münsterlingen) ist eine Schweizer Schauspielerin und Regisseurin.

## Leben
Maria Lisa Huber wurde 1993 in Münsterlingen am Bodensee geboren. Ihre Eltern sind die Schauspielerin und Regisseurin Astrid Keller und der Regisseur und Autor Leopold Huber. Keller und Huber sind die Gründer des See-Burgtheaters in Kreuzlingen. Maria Lisa Huber wuchs in Altnau auf und besuchte die Pädagogische Maturitätsschule in Kreuzlingen, welche sie mit der Matura abschloss. Anschliessend besuchte Maria Lisa Huber von 2013 bis 2017 das Max Reinhardt Seminar in Wien.

## Werdegang

### Arbeit als Schauspielerin
Ihre erste Rolle hatte Maria Lisa Huber als Kind auf der Bühne des See-Burgtheaters. Während ihrer Ausbildung am Max Reinhardt Seminar sammelte sie studienbegleitende Bühnenerfahrung am Burgtheater Wien in Der Revisor, am Volkstheater Wien in Nanjing the future und am Theater Phönix in Linz in Else, ohne Fräulein. Es folgte ein Ensemble-Vertrag am Vorarlberger Landestheater in Bregenz. Dort ist Maria Lisa Huber in diversen Produktionen zu sehen. In der Spielzeit 2022/2023 spielte sie unter anderem die Hauptrolle der Nora in Nora oder ein Puppenheim. Maria Lisa Huber ist regelmässig auf der Bühne des See-Burgtheater in Kreuzlingen zu sehen, zuletzt in Kasimir und Karoline.

### Arbeit als Regisseurin
Neben ihrer Arbeit als Schauspielerin arbeitet Maria Lisa Huber als Regisseurin. Ihre erste eigene Inszenierung FRIDA - VIVA LA VIDA realisierte sie 2021 in Bregenz und Zürich, weitere Inszenierungen werden in der Spielzeit 2022/2023 realisiert.

## Privatleben
Maria ist mit dem Management-Coach und Musiker Fabian Dörler verheiratet. Mit SPACE INVADERS waren sie gemeinsam auf der Bühne des Vorarlberger Landestheaters zu sehen.

## Inszenierungen
| 2023 | Erdbeben in London / Freya Olivier Keller und Patric Bachmann / Vorarlberger Landestheater in Bregenz                        |
| 2022 | Nora oder ein Puppenhaus / Nora Birgit Schreyer Duarte / Vorarlberger Landestheater in Bregenz                               |
| 2021 | Jephta / Ava Stefan Otteni / Vorarlberger Landestheater in Bregenz                                                           |
| 2020 | Pünktchen und Anton / Pünktchen Catharina May / Vorarlberger Landestheater in Bregenz                                        |
| 2020 | Woyzeck / Karl Tobias Wellenmeyer / Vorarlberger Landestheater in Bregenz                                                    |
| 2020 | Engagement am Vorarlberger Landestheater in Bregenz                                                                          |
| 2019 | Else (ohne Fräulein) / Eine Koproduktion mit SCHÄXPIR Theaterfestival für junges Publikum Florian Pilz / Theater Phönix Linz |
| 2018 | Biedermann und die Brandstifter / Anna Leopold Huber / See-Burgtheater                                                       |
| 2018 | Der Zwerg reinigt den Kittel / Susanna Maria Sendelhofer / Neues Wiener Volkstheater                                         |
| 2017 | Kasimir und Karoline / Karoline Astrid Keller / See-Burgtheater                                                              |
| 2017 | Nanjing. The Future / Res Simon Dworaczek / Volkstheater Wien                                                                |
| 2016 | Ein Kafig voller Narren / Anne Dindon Leopold Huber / See-Burgtheater                                                        |
| 2015 | Der Revisor / Küchenmädchen Alvis Hermanis / Burgtheater Wien                                                                |

## Auszeichnungen
Die Produktion ELSE, OHNE FRÄULEIN wurde mit dem STELLA Preis 2022 ausgezeichnet. Der STELLA wurde zum ersten Mal im Jahr 2007 verliehen und ist der erste österreichweite Preis für herausragende Leistungen in der darstellenden Kunst für junges Publikum.